# Myrat Täçmyrat
Myrat Täçmyrat, ros. Мурат Тачмурат, Murat Taczmurat (ur. 3 czerwca 1920 we wsi Zaw w okręgu kyzył-arwackim Turkmenistanu) – turkmeński wojskowy 450 Turkiestańskiego Batalionu Piechoty podczas II wojny światowej, emigracyjny działacz narodowy
W Kyzył-Arwacie ukończył szkołę podstawową. W 1935 r. ukończył szkołę zawodową dla pracowników kolei, zaś jesienią 1939 r. pedagogiczne kursy zawodowe. Został pracownikiem naukowym w instytucie pedagogicznym w Aszchabadzie. Na pocz. 1941 r. zmobilizowano go do Armii Czerwonej. Służył w baterii artylerii. W sierpniu tego roku dostał się do niewoli niemieckiej. W lutym 1942 r. został wypuszczony z obozu jenieckiego w celu wstąpienia do nowo formowanego 450 Turkiestańskiego Batalionu Piechoty wchodzącego w skład Legionu Turkiestańskiego. Wszedł w skład redakcji gazety batalionowej. Wiosną 1943 r. został tłumaczem w szpitalu polowym dla hiwisów w okupowanym Kerczu. Od końca 1943 r. służył w 3 szpitalu polowym dla hiwisów w Warszawie, który w poł. 1944 r. ewakuowano do Heubergu. Na pocz. 1945 r. przybył do Berlina, gdzie spotkał się z przewodniczącym Turkiestańskiego Komitetu Narodowego Weli Kajum-chanem, po czym powrócił do szpitala polowego. Po zakończeniu wojny przebywał w niewoli amerykańskiej. Po wypuszczeniu na wolność zamieszkał w zachodnich Niemczech. Od poł. lutego 1953 r. pracował w redakcji turkiestańskiej Radia „Wolna Europa”. Po pewnym czasie objął funkcję zastępcy głównego redaktora. Na pocz. listopada 1972 r. stanął na czele redakcji turkmeńskiej. Był też autorem licznych artykułów w prasie emigracyjnej. Napisał wspomnienia z okresu II wojny światowej. W Radiu „Wolna Europa” pracował do sierpnia 1985 r.